# Піренеї

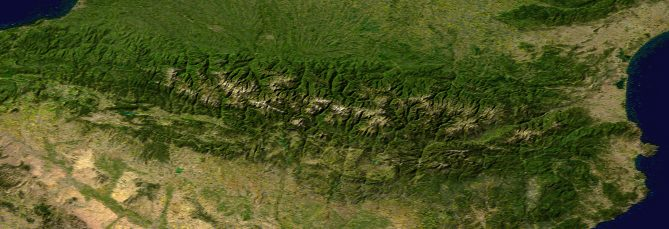
Піренеї, вигляд з космосу

Пірене́ї (ісп. Pirineos [piɾiˈneos]; фр. Pyrénées [piʁene] ( прослухати); баск. Pirinioak [piɾini.o.ak]; кат. Pirineus [piɾiˈnɛws]; араг. Perinés; окс. Pirenèus [piɾeˈnɛws]) — гори, які утворюють природний кордон між Францією та Іспанією. У Східних Піренеях між Францією та Іспанією розташована країна Андорра. Пірене́ї простяглися на 435 км від Біскайської затоки до Середземного моря (Капе-де-Креус). Найвища вершина — Піко-де-Ането (3404 м).
Назва Піренеї пішла від імені Піріни (грецькою: вогонь, пожежа), яка була дочкою Бебрікса і була зґвалтована Гераклом. Перелякана народженням змії, вона втекла у гори, де і померла. Геродот зазначив цю легенду на мапі Ойкумени у 450 році до н. е.

## Географія
Орографічно Піренеї поділяються на:
- Атлантичні або Західні. Середньовисотні гори, середня висота збільшується із заходу на схід, біля Біскайської затоки переходять у Баскські гори. Сильна ерозійна розчленованість вапнякових хребтів, острівні кристалічні масиви. Найвища вершина — гора Пік-д'Ані (2504 м).
- Центральні. Найширша й найвища частина гірської системи. Гори простираються в східному напрямку від перевалу Сомпорт до Баль-д'Аран. Центральні Піренеї розпадаються на поздовжні хребти (з півдня на північ): Високі, Середні та Малі Піренеї. Тут присутні невеличкі льодовики. Гірські вершини: Піко-де-Ането (3404 м) у масиві Маладетта, Монт-Посет (3375 м), Монте-Пердідо (3355 м).
- Східні. Скидово-брилові гори з котловинами й вузькими долинами між ними. До масиву відносять плато Ла-Сердан'я і Капсир. Гори знижуються до моря уступами й доходять до Балеарського моря хребтом Альбер (кат. Serra de l'Albera; фр. Massif des Albères). Найвища вершина — гора Каліт (2915 м).

Піренеї — одна з найбільш важкодоступних гірських місцин Європи. Хоча в середньому висота їх не дуже велика (трохи більше 2500 метрів), вони мають лише кілька зручно розташованих перевалів. Усі перевали розташованні на висоті 1500—2000 м. Тому лише п'ять залізниць йдуть з Іспанії до Франції: дві з них обходять Піренеї по узбережжю з північного заходу і південного сходу, а ще три залізниці перетинають Піренеї на ділянках Аєрбе — Олорон-Сент-Марі, Ріполь — Прад і Фігерас — Перпіньян через систему тунелів.
|                 |                    |                 |                    |                                   |
| Західні Піренеї | Центральні Піренеї | Масив Маладетта | Центральні Піренеї | Долина Андорри у Східних Піренеях |

## Геологія

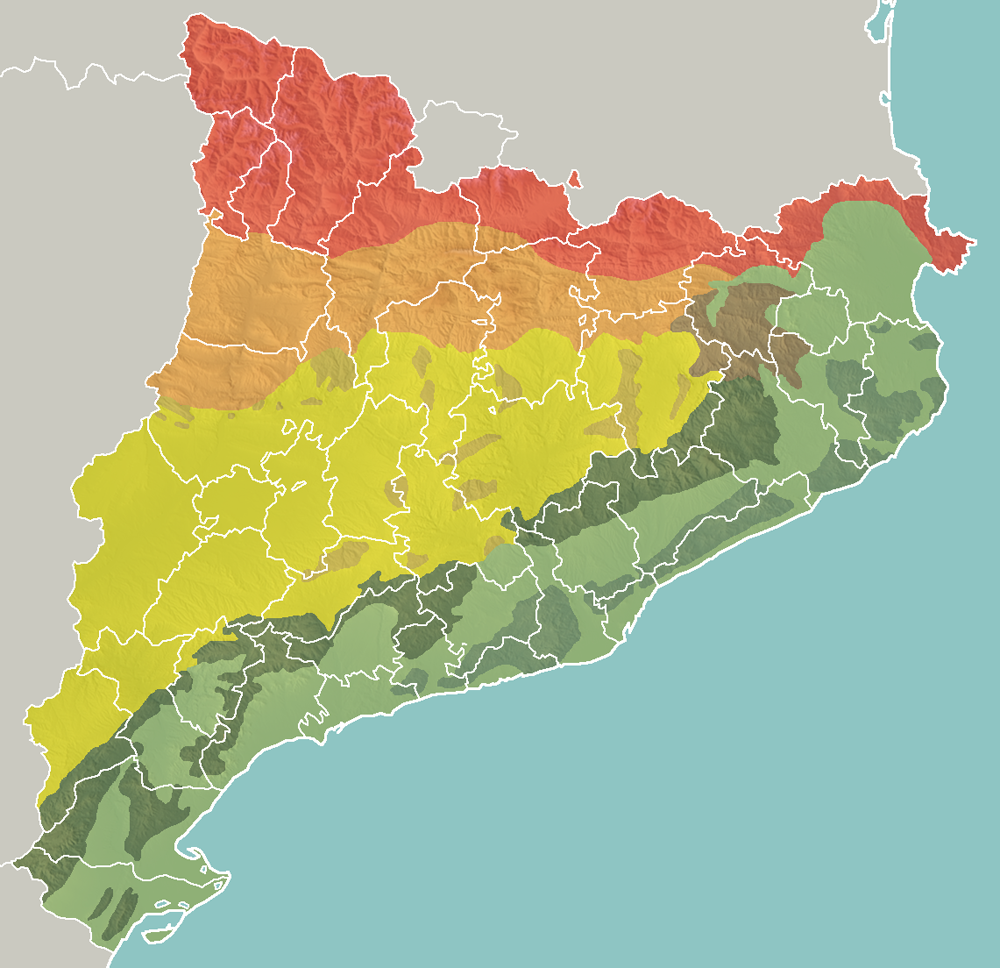
Геоморфологічна карта Каталонії:
Піренеї
Передпіренеї
Каталонська Центральна западина
Менші гірські масиви Центральної западини
Каталонський Поперечний хребет
Каталонський Прибережний хребет
Каталонський Береговий хребет
Каталонська Прибережна западина та інші прибережні рівнини

Піренеї — альпійська складчаста система з монолітною осьовою зоною. На заході розвинені вапняки, карст; в центрі — переважно кристалічні породи, альпійські форми рельєфу, льодовики (площею близько 40 км²); на сході хребти знижуються, чергуючись з міжгірними западинами. Родовища бокситів, залізних руд.
Довжина Піренеїв становить 425 км, а ширина зазвичай не перевищує 100 км; загальна площа дорівнює 19 000 км². Найвищими вершинами Піренеїв є такі: Ането (Aneto, 3404 м), пік Посетс (Pic de Posets, 3375 м), Монт-Пердута (El Mont Perdut, 3355 м).
Піренеї старші за Альпи: їх відклади були спочатку депоновані біля берега у палеозої та мезозої. Між 100 і 150 млн років тому, Біскайська затока розпочала розширення і витискування сучасної Іспанії в бік сучасної Франції. Інтенсивний тиск і підняття земної кори було під час всього еоцену.
Східна частина Піренеїв складається з граніту та гнейсів. А західна частина з граніту та вапняку.

## Клімат
Піренеї — це межа двох поясів клімату (на північ від Піренеїв — територія з помірним кліматом, на південь — з субтропічним).
Кількість атмосферних опадів, які отримують Піренеї у вигляді дощу і снігу, набагато більше в Західних, ніж у східних Піренеях, оскільки вологе повітря Атлантичного океану втрачає вологу над Західними й Центральними Піренеями і приходить до Східних Піренеїв вже сухим. Це суттєво позначається на характері покриву гір та рельєфі. По-перше, Східні Піренеї — без льодовиків, кількість опадів недостатня для їх розвитку. Льодовики обмежені північними схилами Центральних Піренеїв, і не спускаються, як у Альпах, далеко вниз по долинах, але мають велику довжину вздовж хребтів. Лінія снігу змінюється від 2700 до 2800 метрів вище рівня моря, на висоті від 1600 до 2700 метрів сніг лежить з грудня по квітень. Середня зимова температура −2° C.

## Річки
Річки Піренеїв повноводні і мають значний гідроенергетичний потенціал. На французькій стороні Піренеїв беруть початок річки Адур, Нівель, Теш, Тет, Аглі, Од і Гаронна, одна з найбільших річок Франції.
На іспанській стороні Піренеїв беруть початок річки Бідасоа, Арагон, Гальєго, Ара, Сінка, Есера, Ногера-Рібагорсана, Ногера-Пальяреса, Валіра, Сегре, Тер, Льобрегат, Муга і Флувія.

## Природа
Ліси (бук, ялина, сосна), середземноморська гущавина, альпійські трави. Є мінеральні джерела. У Піренеях розташовані національні парки Пірене (Франція), Ордеса-і-Монте-Пердідо, Айгуес-Тортес-і-Лаго-Сан-Маурісіо (Іспанія).